# 30037 Rahulmehta
30037 Rahulmehta este un asteroid din centura principală de asteroizi.

## Descriere
30037 Rahulmehta este un asteroid din centura principală de asteroizi. A fost descoperit pe 29 februarie 2000 la Socorro, New Mexico, în cadrul proiectului LINEAR. Asteroidul prezintă o orbită caracterizată de o semiaxă mare de 2,30 ua, o excentricitate de 0,09 și o înclinație de 4,5° în raport cu ecliptica.